# Tapauá
Tapauá är en kommun i Brasilien.   Den ligger i delstaten Amazonas, i den västra delen av landet, 2 200 km nordväst om huvudstaden Brasília. Antalet invånare är 19 077.
I omgivningarna runt Tapauá växer i huvudsak städsegrön lövskog. Trakten runt Tapauá är nära nog obefolkad, med mindre än två invånare per kvadratkilometer.